# Don Juan de Austria (Alonso Sánchez Coello)
Don Juan de Austria es una obra pictórica de Alonso Sánchez Coello, realizado en 1560, que se conserva en el Museo Soumaya (Ciudad de México), y retrata al hijo de Carlos V y su amante Barbara Blomberg.

## Contexto
Juan de Austria fue hijo ilegítimo del rey Carlos I de España y de Bárbara Blomberg; fue miembro de la Familia Real Española, militar y diplomático. Fue hasta 1559, luego de criarse en España por órdenes de su padre, que su hermano Felipe II reconoció el lazo sanguíneo. Desde entonces fue llamado Juan de Austria, y recibió el tratamiento de infante de Castilla. Probablemente este retrato fue pintado por Alonso Sánchez Coello cuando este estaba al servicio de Juana de Austria con el fin de presentarlo a la corte a la edad de doce años. Es el único retrato que se conserva de cuerpo entero de don Juan, a diferencia del que se conserva el Monasterio de las Descalzas Reales.

## Descripción
Este retrato muestra a Juan con un traje cortesano de terciopelo rojo, bordado con canutillos de oro y plata. La investigadora María Kusche lo fechó en 1560, y esta misma sugirió la posibilidad de que sea el mismo traje que usó el infante en la jura del rey Carlos como Príncipe de Asturias en Toledo. Esta obra tiene influencia de retratos hecho por el mentor de Sánchez Coello, Antonio Moro, así como el estilo de Tiziano de retratar a cuerpo entero. En este retrato el infante tiene una mirada fija y penetrante, y el tratamiento del rostro está relacionado con dos retratos del personaje en cuestión, uno propiedad de Erich Galleries de Nueva York, y otro conservado en el Museo de Arte de San Luis. El fondo de la obra es completamente negro con el fin de resaltar al retratado, y destaca el minucioso trabajo que el pintor ejecutó para plasmar los ropados del infante. Una de las manos de don Juan sostiene un guante y se apoya en una espada, en tanto la otra la recarga en la cadera para afirmar la postura.